# Fronte di Resistenza dell'Iran Islamico
Il Fronte di Resistenza dell'Iran Islamico (in iraniano: جبهه ایستادگی ایران اسلامی; in inglese: Resistance Front of Islamic Iran) è un gruppo politico conservatore iraniano. È stato fondato nel 2011.
L'organizzazione viene associata a Mohsen Rezai.